# Vragiá
Vragiá (grec moderne : Βραγιά) est une localité située dans le dème d'Arrianá, dans le district régional de Rhodope, dans la periphérie de Macédoine-Orientale-et-Thrace, en Grèce.
Selon le recensement de 2011, elle compte 521 habitants.